# Inno pontificio
L'Inno pontificio è l'inno nazionale dello Stato della Città del Vaticano. 
La musica venne composta da Charles Gounod (1818-1893); ad essa si accompagnano tre testi (due in latino e uno in italiano), scritti posteriormente da tre differenti autori.
Stilisticamente si tratta di una pomposa marcia alla francese, tipica del repertorio del proprio compositore: l'inno si divide in due parti (la prima in fa maggiore, solenne e maestosa, seguita dalla seconda, il cui stile è affine a quello dei canti liturgici), cui fa seguito una terza parte (la Marcia pontificia) dal carattere imperioso.
La Santa Sede giudica tuttavia limitativa la definizione di "inno nazionale" per la composizione, che intenderebbe invece parlare «al cuore di quanti in tutto il mondo vedono in Roma la sede di Pietro», configurandosi pertanto come canto transnazionale ad uso di tutti coloro che professano la religione cattolica, riconoscendo il primato di autorità al vescovo di Roma.

## Storia
Nel 1857 lo Stato della Chiesa si munì per la prima volta di un inno nazionale: l'allegra e ritmeggiante  Marcia trionfale del compositore e maestro austriaco Vittorino Hallmayr (direttore della banda del XXXXVII Reggimento Fanteria di linea "Conte Kinsky" del presidio austriaco negli Stati Pontifici, di stanza a Bologna), poi re-intitolata Inno pontificio.
In occasione della celebrazione del giubileo di sacerdozio di papa Pio IX, il compositore francese Charles Gounod inviò in omaggio alla Santa Sede di Roma una solenne e pomposa marcia alla francese. Questa venne eseguita l'11 aprile 1869, data dell'anniversario, in piazza San Pietro e, visto il successo, più volte replicata. Di lì a di poco tuttavia la presa di Roma da parte dell'esercito italiano - con susseguente sparizione dello Stato della Chiesa e dei suoi simboli - ne interruppe l’utilizzo e la probabile adozione come nuovo inno.
Nel 1929, a seguito dei Patti Lateranensi, venne costituito lo Stato della Città del Vaticano, che recuperò i vecchi simboli dello Stato della Chiesa, ovvero la bandiera e il già citato inno di Hallmayr. Fu poi papa Pio XII, in previsione del Giubileo del 1950, a decidere la sostituzione dell'inno: il 24 dicembre 1949 il brano di Gounod fu eseguito in presenza del papa dalla banda musicale della Guardia palatina d'onore. Dotato di un testo latino e di un testo italiano, divenne ufficialmente l'inno della Santa Sede il 1º gennaio 1950, previa promulgazione di un decreto papale ad hoc.
Nel 1985 il maestro Alberico Vitalini ha realizzato per le edizioni della Radio Vaticana una riduzione della partitura per pianoforte e per orchestra.

## Testo
Originariamente la marcia di Gounod non aveva una lirica per l'accompagnamento canoro: solo nel 1949, allorché la partitura venne adottata quale inno istituzionale della Santa Sede, il vescovo Salvatore Antonio Allegra (1905-1969), all'epoca organista della Basilica di San Pietro in Vaticano, compose un testo in italiano e in latino per la partitura. 
Il testo nella seconda lingua tuttavia non venne mai adottato ufficialmente: solo verso gli anni 1990, essenzialmente allo scopo di rendere l'inno cantabile anche da persone non di madrelingua italiana, il canonico Raffaello Lavagna (1918-2015) si dedicò alla scrittura di una nuova verseggiatura latina. 
Il testo da lui prodotto (basato essenzialmente su varie citazioni e menzioni della figura di san Pietro contenute nel Nuovo Testamento) venne presentato privatamente a papa Giovanni Paolo II il 15 giugno 1991, in occasione del 60º anniversario di fondazione della Radio Vaticana, mentre la prima esecuzione pubblica (che ne sancì l'adozione ufficiale da parte della Città del Vaticano), affidata al coro ed orchestra della Mitteldeutscher Rundfunk di Lipsia, si tenne il 16 ottobre 1993 nell'Aula Paolo VI, in occasione delle celebrazioni per il 15º anno di pontificato di papa Giovanni Paolo II, coincidente inoltre col 100º anniversario della morte di Charles Gounod.
| Testo ufficiale latino di Raffaello Lavagna | Testo ufficiale italiano di Antonio Allegra | Traduzione latina del testo ufficiale italiano di Evaristo d'Anversa |
| --- | --- | --- |
| O felix Roma - O Roma nobilis. Sedes es Petri, qui Romae effudit sanguinem, Petri, cui claves datae sunt regni caelorum. Pontifex, Tu successor es Petri; Pontifex, Tu magister es tuos confirmas fratres; Pontifex, Tu qui Servus servorum Dei, hominumque piscator, pastor es gregis, ligans caelum et terram. Pontifex, Tu Christi es vicarius super terram, rupes inter fluctus, Tu es pharus in tenebris; Tu pacis es vindex, Tu es unitatis custos, vigil libertatis defensor; in Te potestas. Tu Pontifex, firma es petra, et super petram hanc aedificata est Ecclesia Dei. Pontifex, Tu Christi es vicarius super terram, rupes inter fluctus, Tu es pharus in tenebris; Tu pacis es vindex, Tu es unitatis custos, vigil libertatis defensor; in Te potestas. O felix Roma - O Roma nobilis. | Roma immortale di Martiri e di Santi, Roma immortale accogli i nostri canti: Gloria nei cieli a Dio nostro Signore, Pace ai Fedeli, di Cristo nell'amore. A Te veniamo, Angelico Pastore, In Te vediamo il mite Redentore, Erede Santo di vera e santa Fede; Conforto e vanto a chi combatte e crede, Non prevarranno la forza ed il terrore, Ma regneranno la Verità, l'Amore. Salve Salve Roma, patria eterna di memorie, Cantano le tue glorie mille palme e mille altari. Roma degli apostoli, Madre guida dei Redenti, Roma luce delle genti, il mondo spera in te! Salve Salve Roma, la tua luce non tramonta, Vince l'odio e l'onta lo splendor di tua beltà. Roma degli Apostoli, Madre e guida dei Redenti, Roma luce delle genti, il mondo spera in te! | Roma, alma parens sanctorum martyrumque, nobile carmen te decet sonorumque; gloria in excelsis paternae maiestati, pax et in terra fraternae caritati. Ad te clamamus, angelicum pastorem: quam vere refers tu mitem Redemptorem! Magister sanctum custodis dogma Christi, quod unum vitae solamen datur isti. Non praevalebunt horrendae portae infernae, sed vis amoris veritatisque aeternae. Salve, Roma! In te aeterna stat historia, inclyta fulgent gloria monumenta tot et arae. Roma Petri et Pauli, cunctis mater tu redemptis, lumen cunctae in facie gentis mundique sola spes! Salve, Roma, cuius lux occasum nescit: splendet, incandescit et iniquo oppilat nos. Pater beatissime, annos Petri attinge, excede! Unum, quaesumus, concede: tu nobis benedic. |

### Altra versione
O felix Roma, O felix Roma nobilis.
O felix Roma, Roma felix Roma nobilis.
Sedes es Petri, qui Christi vicem gerit,
Sedes es Petri, qui apostolus est pacis.
Pontifex tecum erimus omnes nos
Pontifex es magister qui tuos confirmas fratres.
Pontifex tecum erimus omnes nos
Pontifex es magister qui tuos confirmas fratres.
Pontifex fundamentum ac robur nostrum,
Hominumque piscator pastor es gregis ligans terram et coelum.
Petre, tu es Christi es Vicarius super terram,
Rupes inter fluctus, tu es pharus ac veritas.
Tu Christi es caritas, tu es unitatis custos,
Promptus libertatis defensor; in te auctoritas.
Petre, tu es Christi es Vicarius super terram,
Rupes inter fluctus, tu es pharus ac veritas.
Tu Christi es caritas, tu es unitatis custos,
Promptus libertatis defensor; in te auctoritas.

## Esecuzione
Le norme di protocollo vaticane disciplinano le modalità per la pubblica esecuzione dell'inno: in ambito statale, fino al 1970 essa era tipicamente affidata al corpo musicale della guardia palatina d'onore, sciolta la quale sono subentrate la banda civile e le bande dei residui corpi di difesa e pubblica sicurezza interni alla Città del Vaticano.
La partitura può essere eseguita integralmente (inno+marcia) solo a cospetto del Santissimo Sacramento (ossia tipicamente durante una funzione religiosa) e in presenza del papa allorché svolge attività ufficiali (ivi compresi ricevimenti di capi di stato stranieri o visite all'estero); all'occorrenza l'onore può essere esteso ai legati, laddove incaricati di rappresentare pubblicamente il pontefice. Circostanze quali l'alzabandiera del vessillo vaticano o lo scambio di onori militari con le rappresentanze di truppe estere (ad esempio per l'elezione di un nuovo papa) vengono invece "salutate" suonando solo le prime otto battute dell'inno insieme ad una parte dell'inno nazionale della controparte.
L'esecuzione da parte di forze armate (quale che sia la nazione) è solitamente introdotta da tre squilli d'attenti.